# Garáb (Magyarország)
Garáb község Nógrád vármegyében, a Pásztói járásban. 

## Fekvése
A Cserhát vidékének egyik legszebb, legmagasabban fekvő települése, amely a Kelet-cserháti Tájvédelmi Körzet területén található, 375 méter tengerszint feletti magasságban. Pásztó és Szécsény között körülbelül félúton helyezkedik el, előbbihez kicsit közelebb; Budapesttől körülbelül 75 kilométerre fekszik.
Turisták által is kedvelt környezetben, erdőségek, források és régi vulkáni hegyek között húzódik meg. A nyugodt környezet, amely tiszta levegővel párosul, sok pihenni vágyót vonz ide. Az Országos Kéktúra útvonala is a környező hegyek között halad (Hármashatár hegy 516 méter, Nagykő-tető 551 méter, Macska-hegy 574 méter, Purga-hegy 575 méter, és a kilátóval ellátott Tepke 567 méter). A Novohrad-Nógrád UNESCO Globális Geopark települése.
2014-ben az állandó lakosság száma 49 fő volt, a falu lakóépületeinek több mint fele hétvégi házként működik.

### Megközelítése
Zsáktelepülés, közúton csak Felsőtoldon át lehet megközelíteni, azon a 21 145-ös útszámozást viselő, bő 3 kilométer hosszú mellékúton, amely a Pásztót és Szécsényt összekötő 2122-es útból ágazik ki, annak a 18+850-es kilométerszelvényénél északkeleti irányban, Felsőtold központja közelében.

## Története
A térség legrégebbi településének már a középkorban is több neve volt: 1179-ben: Grabensia, 1181-ben: Gravia, 1265-ben: Grab, 1281-től: pedig a jelenleg is használatos Garáb.
A honfoglalás utáni időkben a Kökényes-Radnót nemzetség birtoka volt a környék, akik még 1179 előtt premontrei kolostort alapítottak itt.
Az oklevelek tanúsága szerint a falu 1265-ben a Szent Hubertusz-ról elnevezett helybeli premontrei monostor birtoka volt. 1436-ban azonban megszűnt az itteni rendház és az ipolysági premontrei monostor tulajdona lett.
1446-ban bizonyos Palásti Radó Sámuel birtokolta, majd 1447-ben Hunyadi János, Magyarország kormányzója Vingárti Geréb Jánosnak adományozta.
A község 1478-ban a zagyvafői uradalom része volt.
A török idők és az egész vármegyére kiterjedő várháborúk garábi története ismeretlen. Tény viszont, hogy a törökök kiűzése után, 1688-ban a besztercebányai jezsuiták birtoka lett a község, és a településen található barokk stílusban épült római katolikus templomot is ők építették.
A Kelet-cserháti Tájvédelmi Körzet területén található kisközség szép fekvése, természeti szépségei, tiszta levegője és hatalmas kiterjedésű erdőségei miatt népszerű üdülőfalu lett a 20. század végétől.

## Közélete

### Polgármesterei
- 1990–1994: Szatmári László (független)[3]
- 1994–1998: Szatmári László (független)[4]
- 1998–2002: Szatmári László (független)[5]
- 2002–2006: Kovács Zoltán (független)[6]
- 2006–2010: Kovács Zoltán (független)[7]
- 2010–2014: Kovács Zoltán (független)[8]
- 2014–2019: Kovács Zoltán (Fidesz-KDNP)[9]
- 2019–2024: Kovács Zoltán (Fidesz-KDNP)[10]
- 2024– : Kovács Zoltán (Fidesz-KDNP)[1]

## Népesség
A település népességének változása:
| Lakosok száma | 57   | 49   | 48   | 54   | 44   | 50   | 50   |
|               | 2013 | 2014 | 2015 | 2021 | 2022 | 2023 | 2024 |

2001-ben és 2011-ben a település lakosságának 100%-a magyar nemzetiségűnek vallotta magát.
2011-ben A vallási megoszlás a következő volt: római katolikus 86,5%, református 1,9%, evangélikus 1,9%, felekezeten kívüli 3,8% (1,9% nem nyilatkozott).
2022-ben a lakosság 90,9%-a vallotta magát magyarnak, 2,3% németnek, 2,3% szerbnek, 2,3% egyéb, nem hazai nemzetiségűnek (9,1% nem nyilatkozott; a kettős identitások miatt a végösszeg nagyobb lehet 100%-nál). Vallásuk szerint 50% volt római katolikus, 6,8% református, 6,8% evangélikus, 4,5% egyéb keresztény, 2,3% felekezeten kívüli (29,5% nem válaszolt).

## Nevezetességei
- A községben 1171-ben premontrei apátságot alapítottak. A Garábi apátság 1436-ban elnéptelenedett, de néhány fala még 1797-ben is állt. Az apátság birtokait később a jezsuiták kapták meg, akik felépítették a mai kis templom elődjét. Ezt 1788-ban felújították, majd a Historia Domus szerint 1804-ben újjáépítették. 1920-ban leégett, akkor tornyát is fel kellett újítani.
- Itt áll a Mahayana buddhista egyház temploma.

## Képek

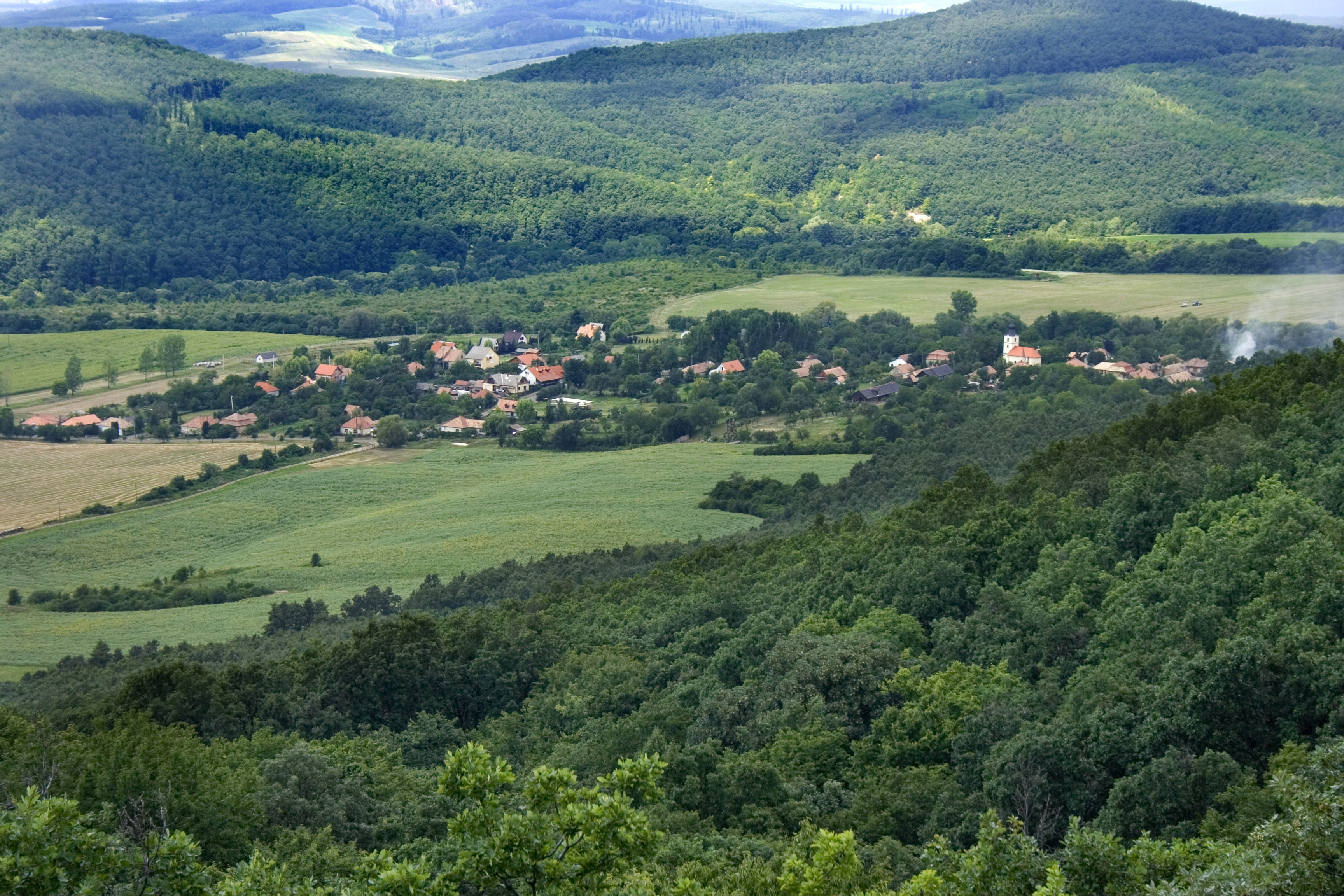
A Kelet-Cserhát festői környezetében elhelyezkedő Garáb látképe
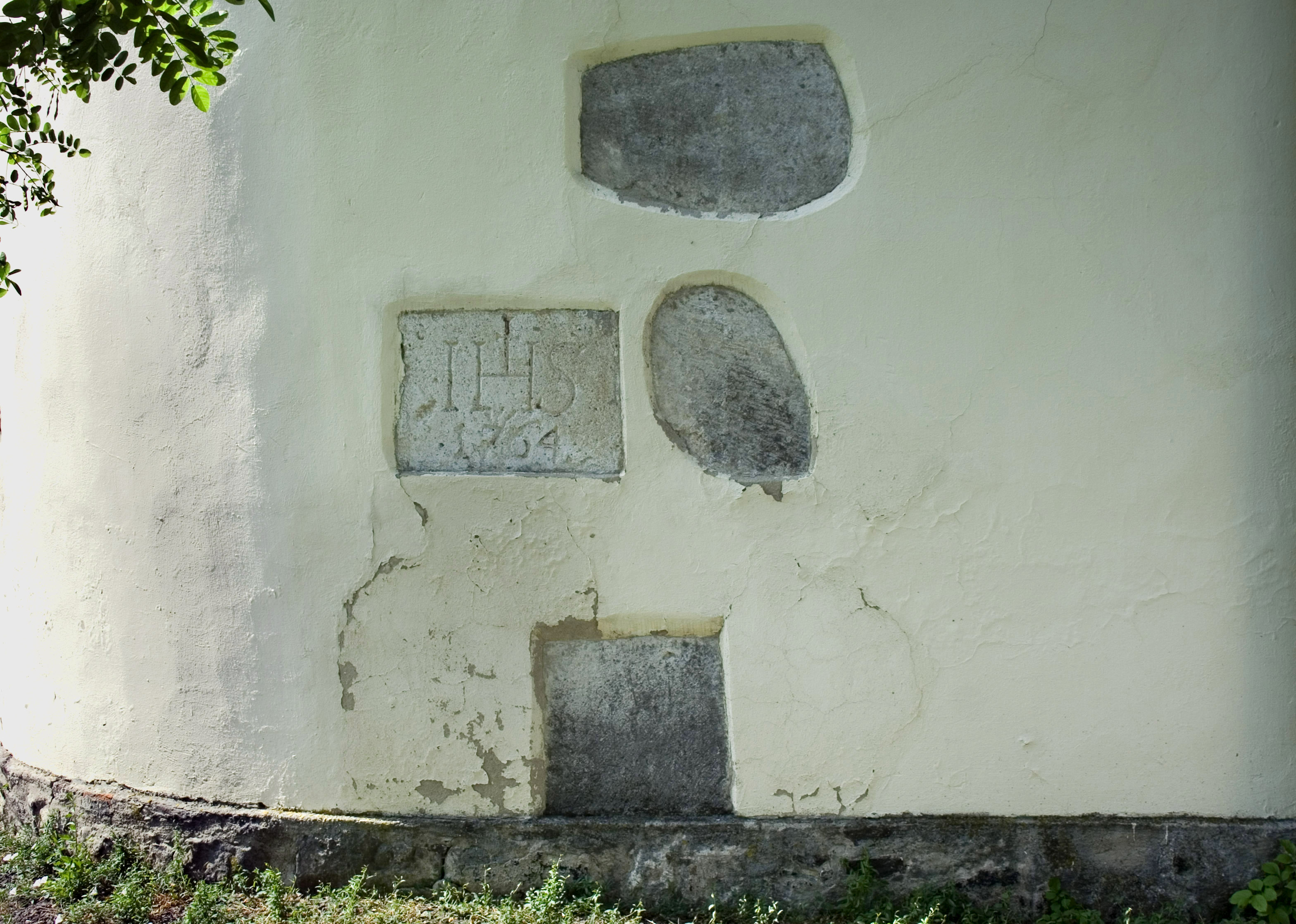
A templom apszisának külsején nyomott hagyott a történelem
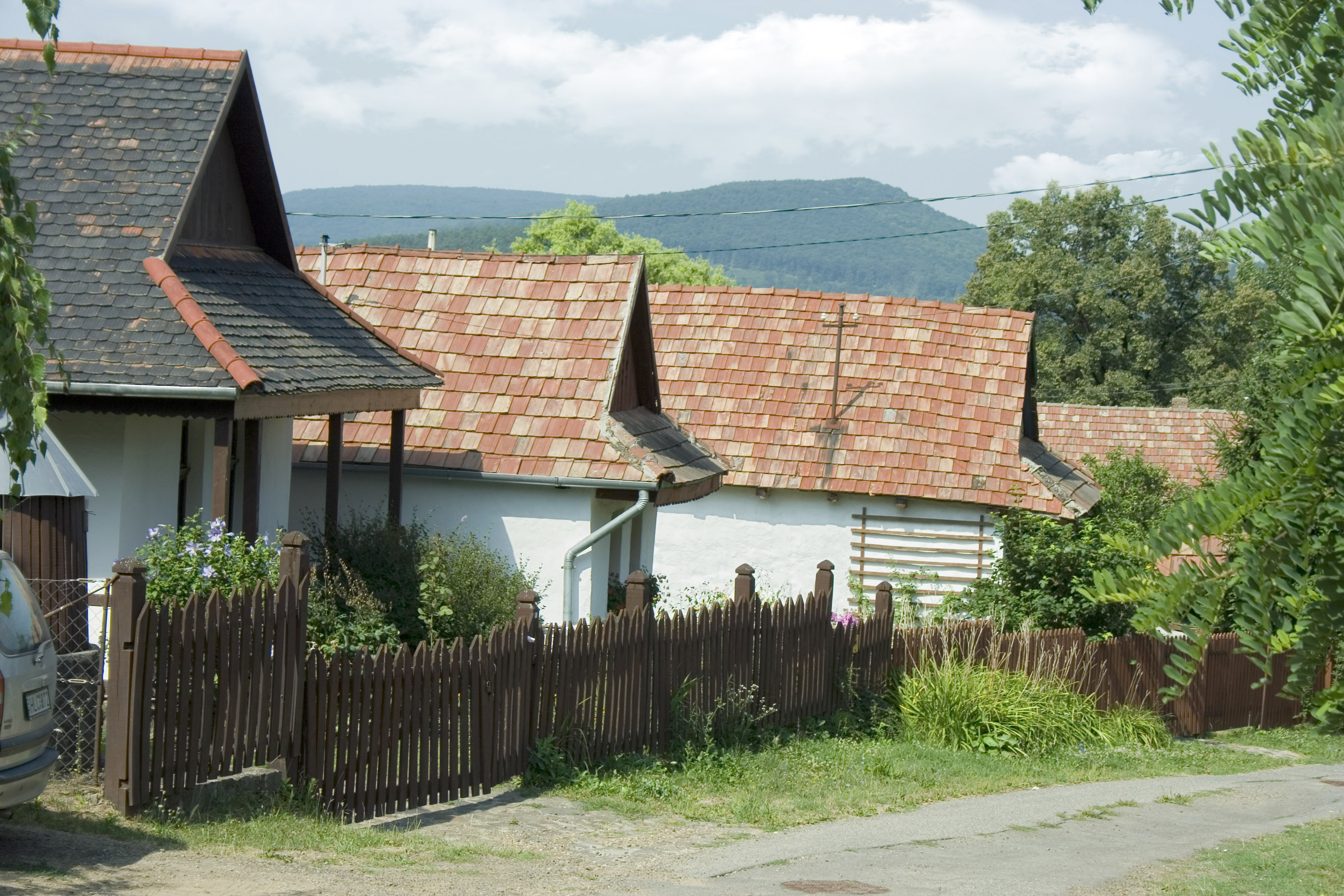
Utcarészlet Garábon
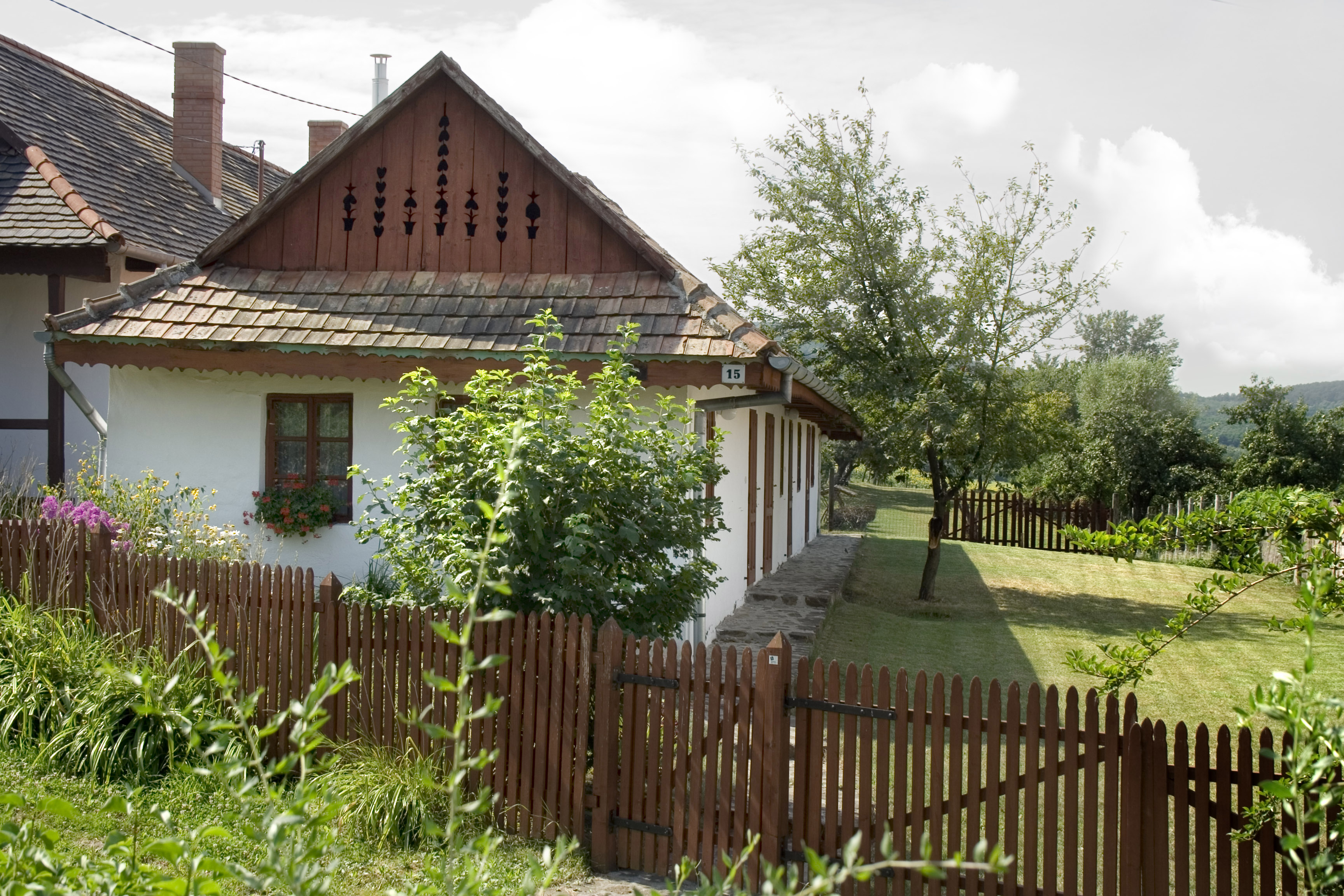
Jellegzetes nógrádi porta Garábon